# E85 (топливо)
E85 — это топливо, представляющее собой смесь 85 % этанола и 15 % бензина. Оно является стандартным топливом для так называемых «Flex-Fuel» автомобилей, которые распространены в основном в Бразилии и США а также в меньшей степени — в других странах. Из-за более низкой энергоплотности E85, как правило, продаётся дешевле, чем обычный бензин.

## Состав
E85 состоит из 85 % денатурированного этанола и 15 % бензина. В дополнение к этанолу и бензину, топливо может содержать небольшое количество МТБЭ (метилтретбутилового эфира) и изобутанола для улучшения сгорания и технического обслуживания двигателя. Процентное соотношение указано в объёмных единицах.

## Производство
Первенство в производстве E85 принадлежит Бразилии, где для его изготовления используется сахарный тростник.
Этанол, который является основным компонентом E85, получают из растений, поэтому его также называют биоэтанолом. Производить это топливо можно из различных сельскохозяйственных культур, поддающихся процессу брожения и окисления, таких как кукуруза, сорго, картофель, свекла и ячмень.
Существует несколько методов производства этанола, среди которых основными являются:
Метод брожения: В этом процессе углеводы и сахара, содержащиеся в растительных культурах, взаимодействуют с дрожжами, что приводит к образованию этанола. Полученный этанол дистиллируется и очищается от органических примесей.
Промышленный метод: Этот метод включает измельчение овощных культур с высоким содержанием крахмала и их подготовку к ферментации. С использованием специальных химических добавок и реактивов крахмал расщепляется на спиртовую основу. Остатки переработанных культур могут использоваться в качестве корма для животным.
Использование растений для производства делает E85 более нейтральным по отношению к CO2.

## Использование
E85 широко используется в Швеции и на Среднем Западе США, где этанол получают из кукурузы. Гоночная индустрия также активно использует E85, поскольку этанол более устойчив к детонации, чем обычный бензин. Это позволяет использовать более высокие степени сжатия в двигателях без риска самовоспламенения.

## Недостатки
Несмотря на свои преимущества, E85 имеет и недостатки:
Гидрофильность: Этанол сильно полярен и притягивает воду, что делает его неподходящим для смешанной смазки.
Требования к двигателю: Для использования E85 автомобили должны быть сконфигурированы для работы с этим топливом. Это может потребовать улучшения топливной системы, включая замену топливного насоса
Отсутствие стандарта: Общеевропейский стандарт EN для биоэтанола E85 находится в стадии разработки. В 2009 году планировалось его введение, однако вместо этого был опубликован технический отчет CEN/TR 15993:2010, который описывает требования и методы испытаний для E85.